# ليه سيمبسون
ليه سيمبسون (بالإنجليزية: Les Simpson)‏ هو فلاح أسترالي، ولد في 3 أكتوبر 1894، وتوفي في 7 يونيو 1968.